# Pouso Alto (kommun i Brasilien)
Pouso Alto är en kommun i Brasilien.   Den ligger i delstaten Minas Gerais, i den sydöstra delen av landet, 800 km söder om huvudstaden Brasília. Antalet invånare är 6 213.
Omgivningarna runt Pouso Alto är huvudsakligen savann. Runt Pouso Alto är det ganska tätbefolkat, med 83 invånare per kvadratkilometer.